# بلشون ثلاثي الألوان
بلشون ثلاثي الألوان (الاسم العلمي: Egretta tricolor) هو نوع من فصيلة بلشونيات.